# Anthrenus signatus
Anthrenus signatus es una especie de escarabajo de piel del género Anthrenus, categorizada en la tribu Anthrenini, de la subfamilia Megatominae. Mide aproximadamente 2-3,5 mm de longitud.

## Distribución
Se distribuye por Austria, Bosnia y Herzegovina, Bulgaria, Croacia, República Checa, Grecia, Hungría, Italia, Montenegro, Polonia, Serbia, Eslovaquia, 
Eslovenia y Turquía.

## Taxonomía
Fue descrita por Erichson en 1846.